# Tsūhō-ji
Les ruines duTsūhō-ji (通法寺跡, Tsūhō-ji ato) sont un site archéologique avec les ruines d'un temple bouddhiste de la période Heian, situé dans le quartier Tsuboi de la ville de Habikino, dans la préfecture d'Osaka, au Japon. Le temple n'existe plus, mais son site a été désigné lieu historique national en 1957.

## Contexte historique et fondation
La région de Tsuboi à Habiniko est le berceau du clan Kawachi Genji, descendant de Minamoto no Yorinobu (968-1048). Au sein du Kawachi Genji, on compte Minamoto no Yoshiie, qui est l'ancêtre de presque tous les principaux généraux Minamoto de la Guerre de Genpei, y compris Minamoto no Yoritomo. Le temple a été fondé en 1043 par le fils de Yorinobu, Minamoto no Yoriyoshi, après qu'il a trouvé une image de taille humaine de Senjū Kannon dans les ruines d'un ermitage incendié, et a décidé de construire un nouveau temple qui serait le bodaiji de son clan. L'image principale du nouveau temple était une Amida Nyorai, et la statue de Senjū Kannon y a également été installée. A la suite des exploits de son fils Minamoto no Yoshiie lors de la guerre de Zenkunen et lors de la guerre de Gosannen, qui lui valurent le surnom "Hachiman-tarō", le Tsuboi Hachimangū est également érigé au nord-ouest du temple.

## Histoire
Le temple est incendié pendant les guerres de la période Nanboku-chō. À l'époque d'Edo, Tada Yoshinao, un descendant du Kawachi Genji, demande au shogun Tokugawa Tsunayoshi de restaurer le temple. Yanagisawa Yoshiyasu est nommé bugyō pour en superviser la reconstruction. Cependant, en 1868, avec la Restauration de Meiji et la politique Haibutsu kishaku du nouveau gouvernement, le temple est abandonné.

## Description
Il ne reste que la porte Sanmon et le clocher shōryō. Le temple possède également ce qu'il prétend être la tombe de Minamoto no Yoriyoshi et quelques lanternes en pierre tōrō qui ont été données à l'époque de Yanagisawa Yoshiyasu. Les tombes de Minamoto no Yorinobu et Minamoto no Yoshiie se trouvent dans les collines à environ 200 mètres au sud-est.
Le site du temple se trouve à environ 20 minutes à pied de la gare de Kaminotaishi sur la ligne Kintetsu Minami Osaka.

## Galerie

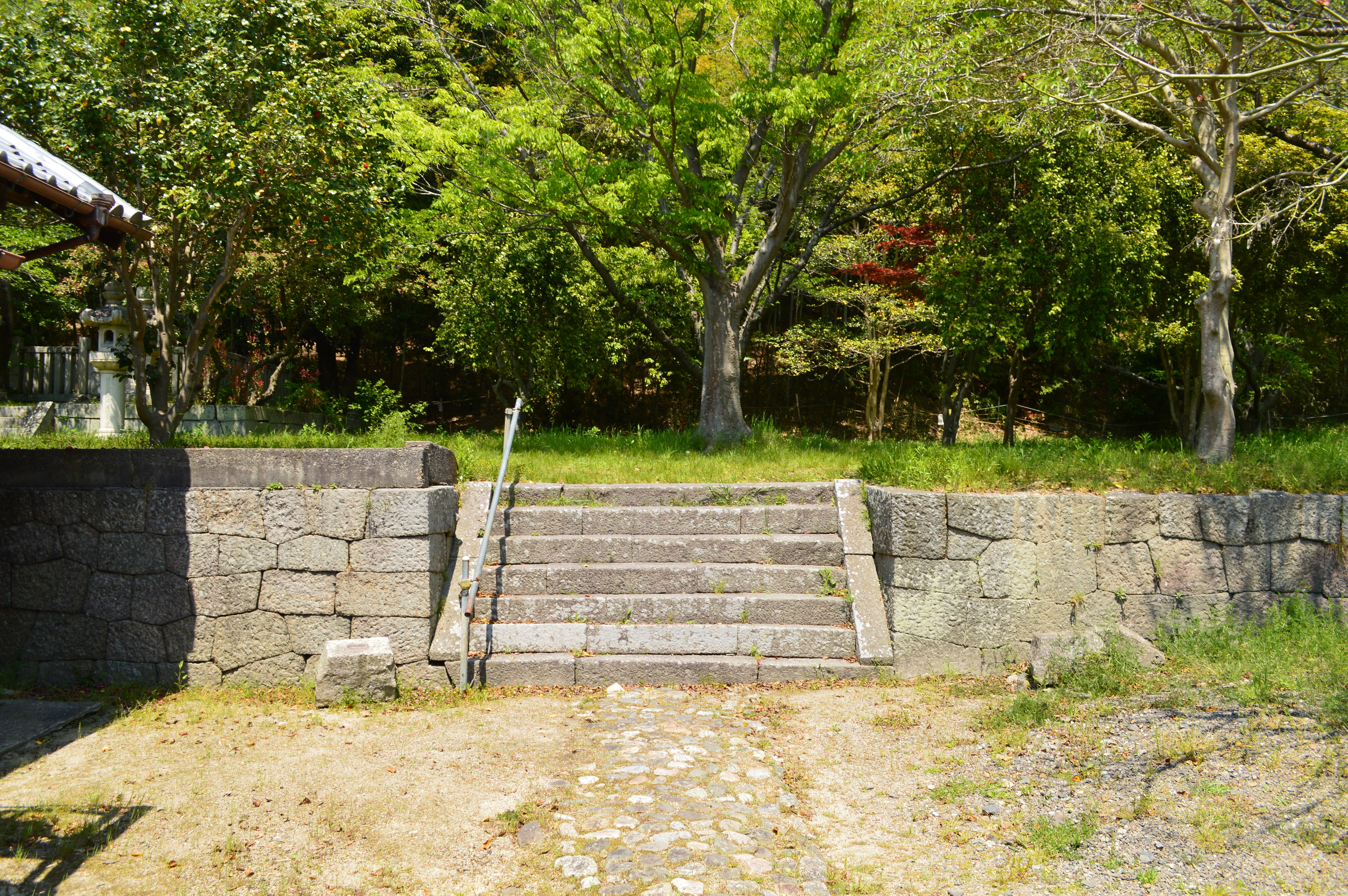
Extérieur.
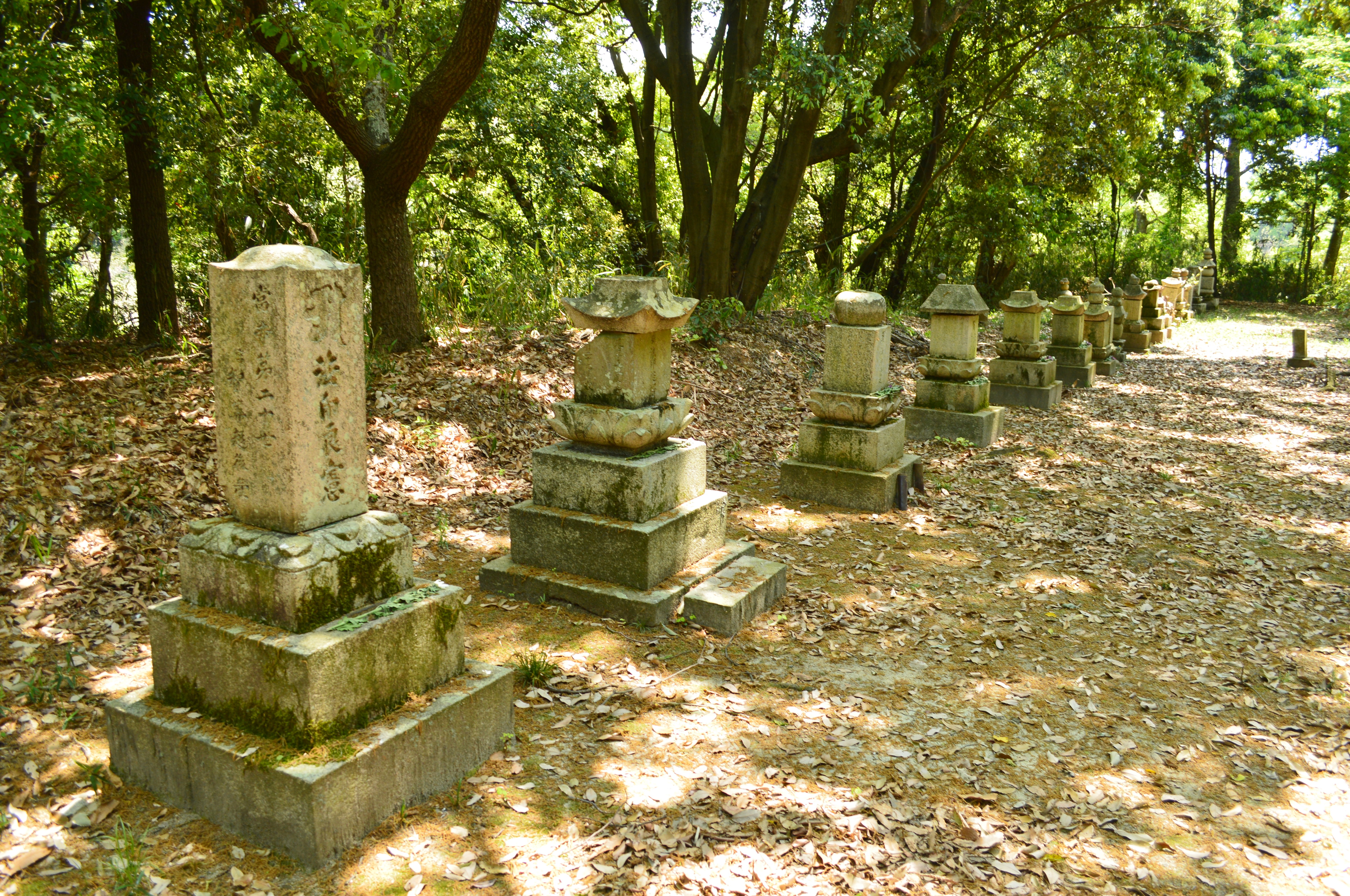
Tombes des prêtres du Tsūhō-ji
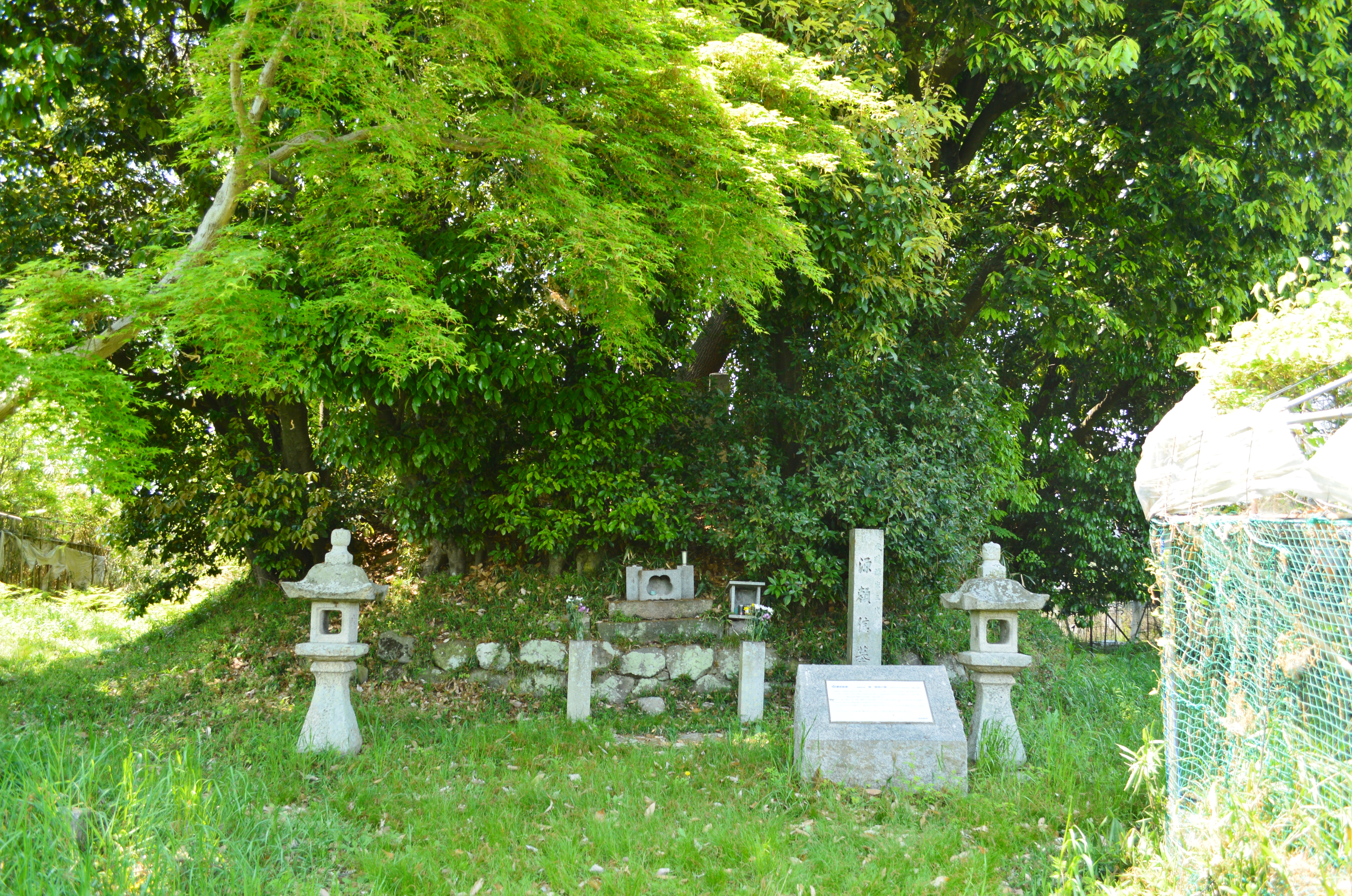
Tombe de Minamoto no Yorinobu.
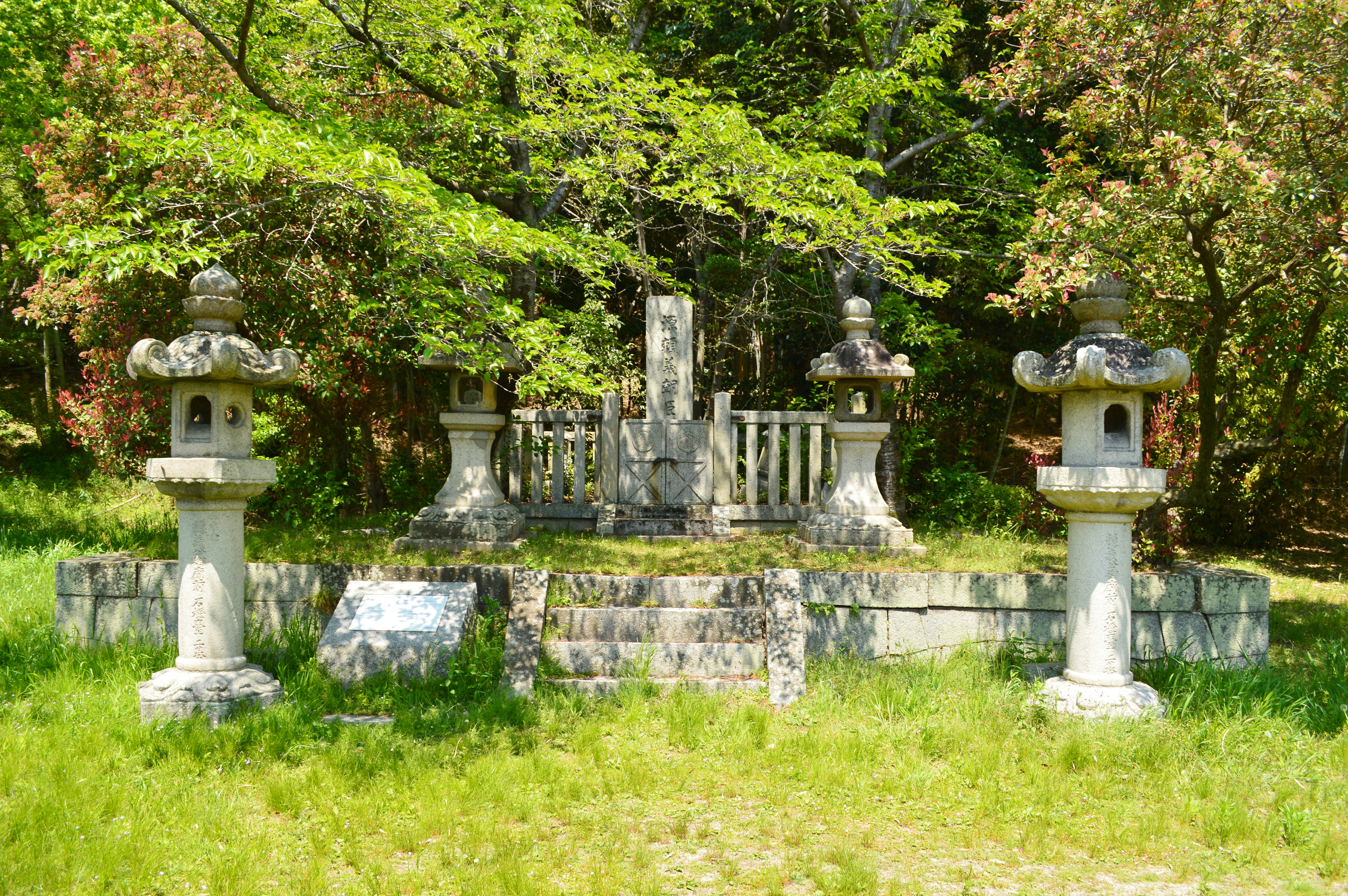
Tombe de Minamoto no Yoriyoshi.
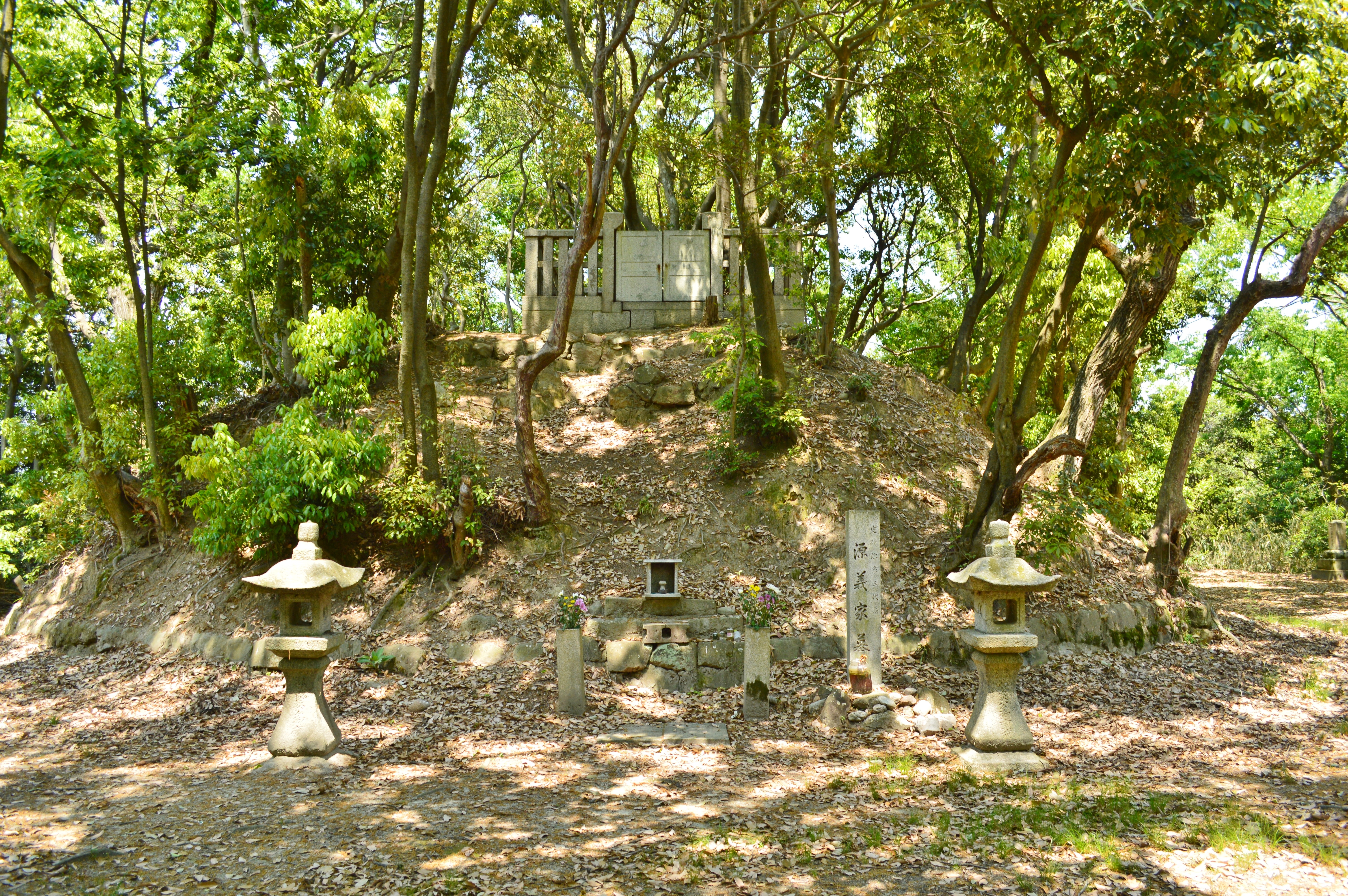
Tombe de Minamoto no Yoshiie.